# Олецко
Олецко (пол. Olecko, нем. Treuburg, до 1928 Marggrabowa, лит. Alėcka) — город в Польше, входит в Варминьско-Мазурское воеводство, Олецкий повят. Имеет статус городско-сельской гмины. Занимает площадь 11,54 км². Население 16 508 человек (на 2018 год).

## Памятники
В реестр охраняемых памятников Варминьско-Мазурского воеводства занесены:
- Часть города, 1560 г.
- Костёл Воздвижения св. Креста, 1859-61 г.
- Лютеранское кладбище 2 половина XIX/XX в.
- Староство 1897 г. с районом бывшего замка
- Городской парк 1920—1930 гг.
- Дома середины XIX — начала XX в. по ул. Армии Крайовой, 6-12, 14-17, 20, 26
- Комплекс хозяйственных построек XIX/XX в.
- Дома XIX/XX в. по ул. Грюнвальдской, 4-6,8,14,16
- Дома XIX/XX в. по ул. Железнодорожной, 9,11,12,14,29
- Хозяйственная постройка конца XIX в. по ул. Липовой,1
- Дома середины XIX в. по ул. Мазурской, 16,18,27,29
- Дома 2 половины XIX в. — 1930 г. по ул. Ночницкого, 5,9,13,14,18,19,22,24
- Дом «Мазурская хата» до 1918 г.
- Дома середины XIX — начала XX в. по ул. Свободы, 10,11,13,15,17,19-21
- Отель «Кронпринц» начала XX в.

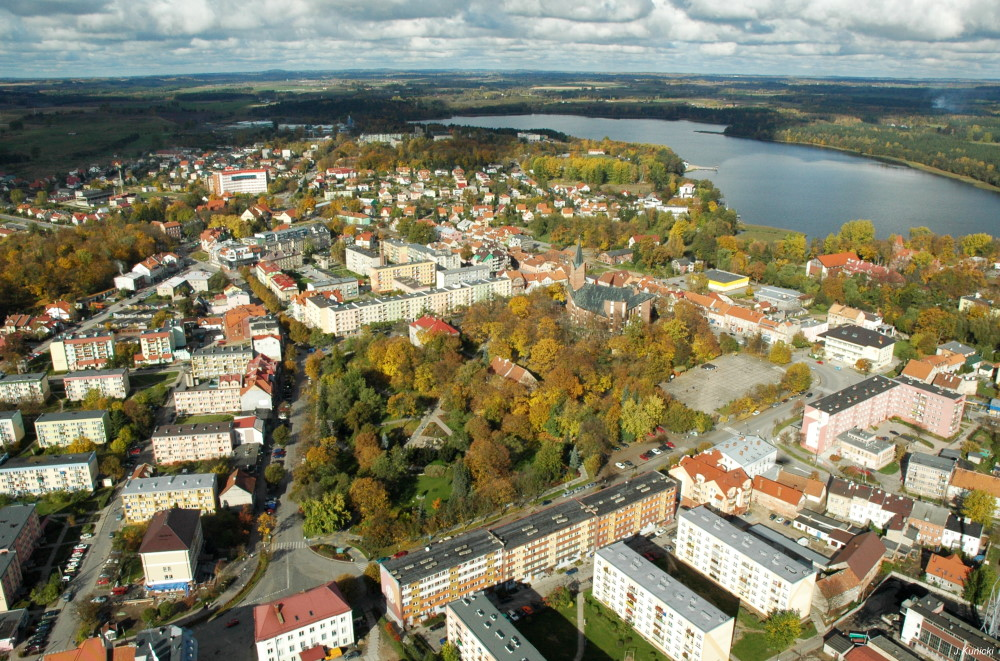
Город с высоты птичьего полёта
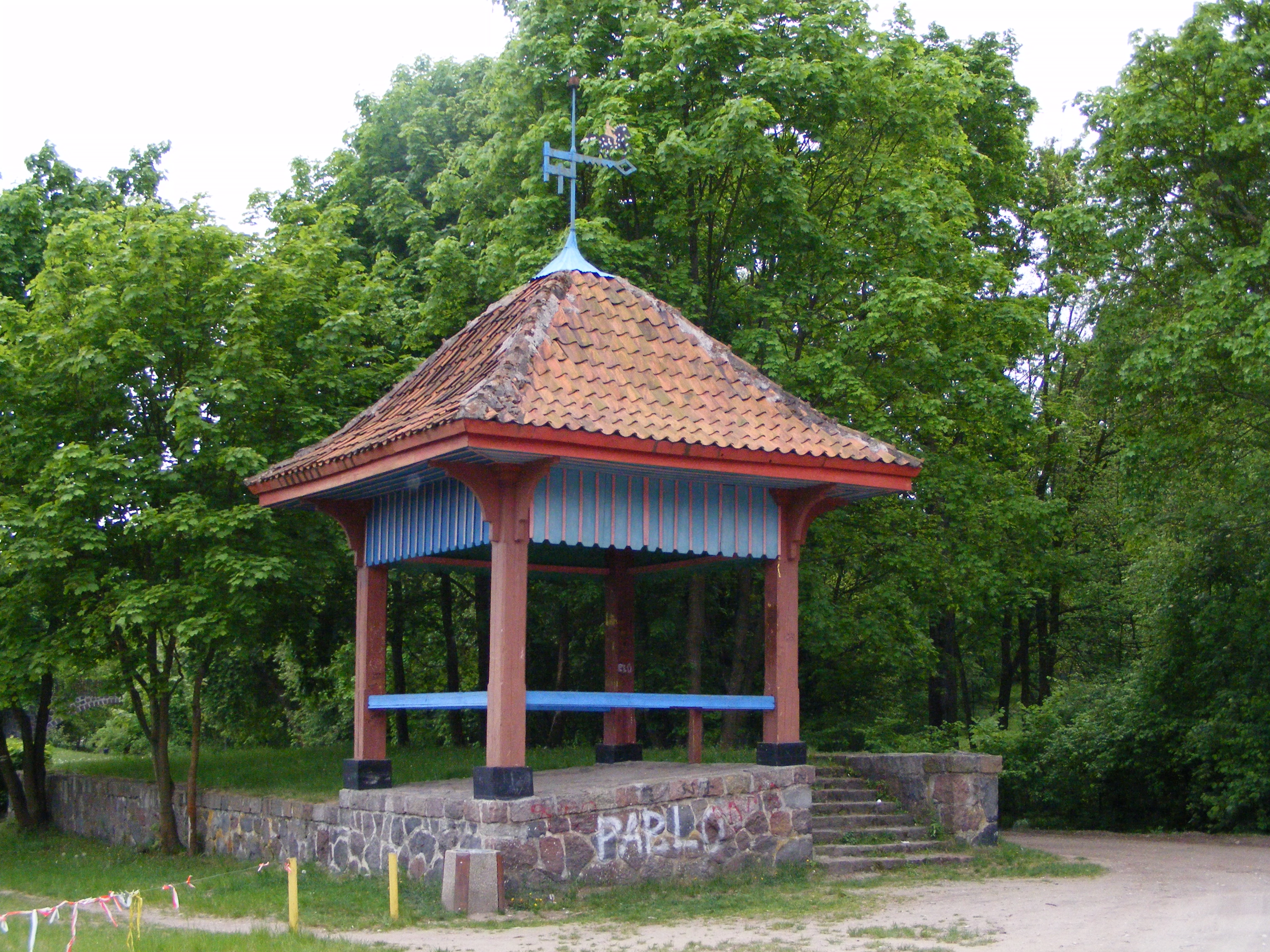
Городской парк
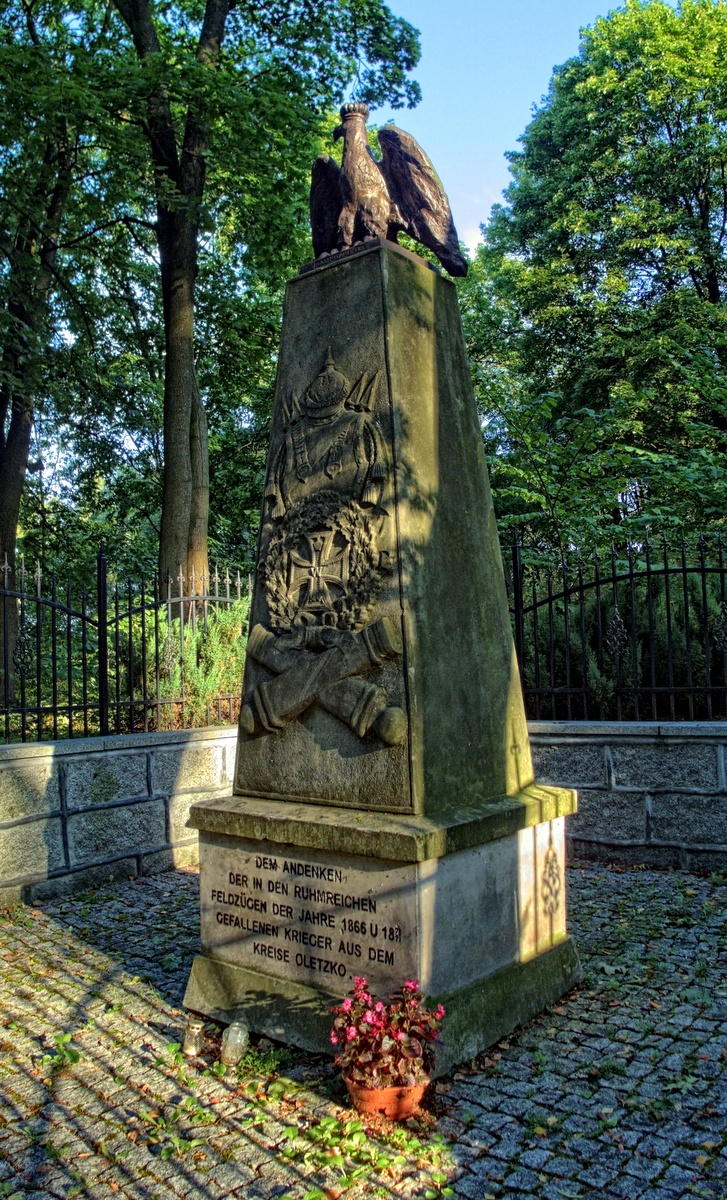
Лютеранское кладбище
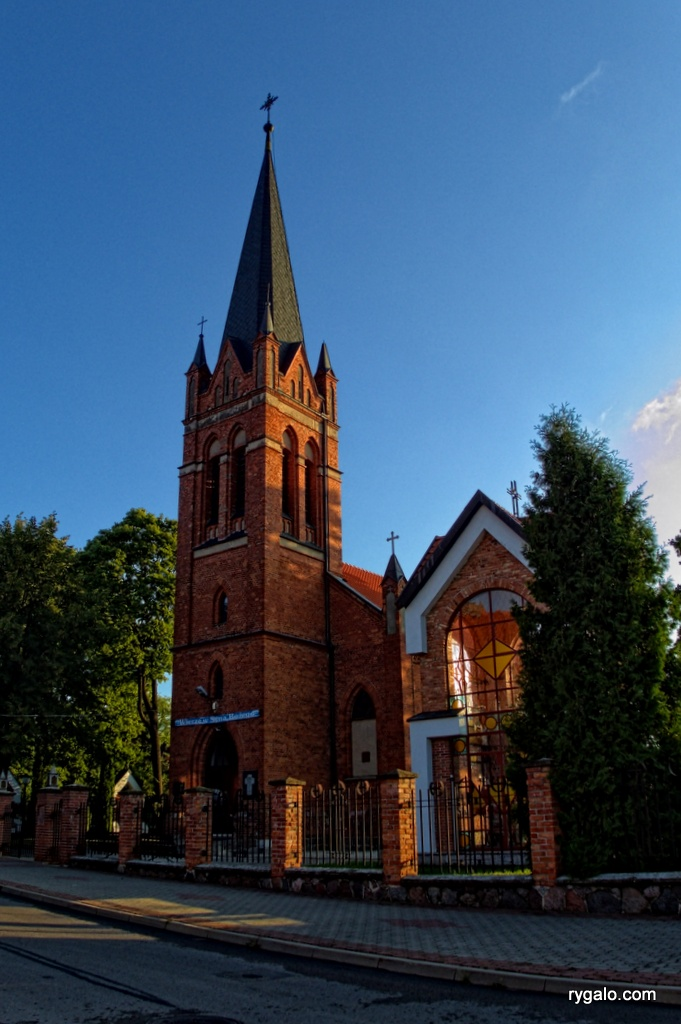
Костёл Воздвижения св.Креста

## Известные уроженцы
1857 г. — Фридрих Иоганн Грабовский, известный немецкий зоолог, орнитолог, биолог, этнограф, спелеолог, путешественник XIX и начала XX века, директор вроцлавского ботанического сада и зоопарка.
1864 г. — Артур Циммерман, немецкий дипломат и политический деятель, статс-секретарь иностранных дел (министр иностранных дел) Германии 1916—1917. Автор депеши, послужившей одним из поводов для вовлечения США в Первую мировую войну.

## Города-побратимы
- Украина: Дрогобыч
- Эстония: Йыхви